# Сопёлки
Сопёлки — село в Ярославском районе Ярославской области России,  входит в состав Туношенского сельского поселения. 

## География
Расположено на правом берегу Волги в 5 км на запад от центра поселения села Туношна и 8 км на восток от южной границы Ярославля.

## История
Церковь села Сопёлки воздвигнута в 1797 году и заключала в себе два престола: св. благоверных князей Фёдора и чад его Давида и Константина, ярославских чудотворцев, и Смоленской Божией Матери.
В конце XVIII века село Сопёлки стало центром старообрядческого беспоповского толка бегунов. Село с тех пор стало играть роль столицы бегунства, по его имени самый толк иначе называется «сопелковским»
В конце XIX — начале XX вв. село входило в состав Никольской волости Ярославского уезда Ярославской губернии. В 1883 году в селе был 51 двор.
С 1929 года село входило в состав Гавриловского сельсовета Ярославского района, с 1944 года — в составе Туношенского сельсовета, с 2005 года — в составе Туношенского сельского поселения.

## Население
| 1859 | 1883 | 1914 | 2007 | 2010 |
| ---- | ---- | ---- | ---- | ---- |
| 379  | ↘338 | ↗370 | ↘62  | ↗74  |

## Достопримечательности
В селе расположена действующая Церковь Ярославских Чудотворцев (1797).

## Транспорт
Ближайшая остановка общественного транспорта «Воробино» расположена в 1,41 км от села.